# Китайски квартал (Сан Франциско)
Вижте пояснителната страница за други значения на Китайски квартал.
Китайският квартал или Чайнатаун (на английски: Chinatown) е квартал на град-окръг Сан Франциско, щата Калифорния, Съединените американски щати.
Това е третият по големина китайски квартал в Северна Америка след тези в град Ню Йорк (Манхатан и Флъшинг). Китайският квартал в Сан Франциско е най-старият и е основан през 1850-те години.
- Порталът на Китайския квартал в Сан Франциско
- Улица в Китайския квартал в Сан Франциско
- Сграда в квартала